# 快傑!ドクターランド
『快傑!ドクターランド』（かいけつ ドクターランド）は、1992年10月から1993年3月までTBS系列局で放送された毎日放送（MBS）制作のバラエティ番組。放送時間は毎週火曜 22:00 - 22:54 (JST) 。

## 概要
それまで『ギミア・ぶれいく』などが放送されていた火曜22時台のTBS制作枠と、『北緯35度の風』などが放送されていた水曜19時台の毎日放送制作枠の交換が行われた後にスタートした番組の第1弾で、毎回視聴者に医療に関する情報を提供していた。司会は、俳優の石田純一とタレントの蓮舫が務めた。
初回視聴率は6.1%（ビデオリサーチ調べ・関東地区）だった。番組は半年で終了した。

## 出演者

### 健康プロデューサー（MC）
- 石田純一
- 蓮舫
- ルー大柴

### スーパーブレインズ
- 甲斐良一（医療ジャーナリスト）
- 矢端正克（医師）
- 石川雄一（医師）
- 三遊亭楽太郎（後の六代目三遊亭円楽）
- ほか

### エンジェルナース（アシスタント）
- 細川ふみえ
- 藤崎仁美
- 山崎真由美

### ナレーター
- ケイ・グラント

## テーマ曲
- オリジナルテーマ曲（服部克久） - 1993年に服部が発表したアルバム『音楽畑10 The Earth』には、この番組のテーマ曲をアレンジしたものが「Panthera」（パンテーラ）というタイトルで収録されている。

| 毎日放送制作・TBS系 火曜22時台                                        | 毎日放送制作・TBS系 火曜22時台                                              | 毎日放送制作・TBS系 火曜22時台        |
| 前番組                                                                | 番組名                                                                      | 次番組                                |
| --------------------------------------------------------------------- | --------------------------------------------------------------------------- | ------------------------------------- |
| ギミア・ぶれいく（TBS制作） （1989年10月 - 1992年9月） ※21:00 - 22:54 | 快傑!ドクターランド （1992年10月 - 1993年3月） 【本番組より毎日放送制作枠】 | 逸見のその時何が! （1993年4月 - 9月） |